# Еквадор на Олимпијским играма
Еквадор се први пут појавио на Олимпијским играма 1924. године. После тога у периоду од 1928. па до 1964. године Еквадор је направио паузу у слању спортиста на олимпијаду. Прва следећа олимпијада на коју је Еквадор послао своје спортисте је била 1968. године одржана у Мексико ситију и од тада Еквадор није пропустио ни једне Летње олимпијске игре,
На Зимским олимпијским играма Еквадор никада није учествовао. Еквадор никада није био домаћин олимпијских игара. Еквадорски олимпијци су закључно са 2016. годином освојили 2 медаља на олимпијадама и све оне су освојене на Летњим олимпијским играма. 
Национални олимпијски комитет Еквадора (Comité Olímpico Ecuatoriano) је основан 1948. а признат од стране Међународног олимпијског комитета 1959. године.

## Медаље

### Освојене медаље на ЛОИ
| Учешће и освојене медаље Еквадора на ЛОИ |                         |                         |                         |                         |                         |                         |                         |                         |                         |                         |
| ЛОИ                                      | Носилац заставе         | Учешће                  | Муш.                    | Жене                    | спорт.                  | Злато                   | Сребро                  | Бронза                  | Укупно                  | Ранг                    |
| 1924. Париз                              |                         |                         |                         |                         |                         | 0                       | 0                       | 0                       | 0                       |                         |
| 1928. Амстердам                          | Еквадор није учествовао | Еквадор није учествовао | Еквадор није учествовао | Еквадор није учествовао | Еквадор није учествовао | Еквадор није учествовао | Еквадор није учествовао | Еквадор није учествовао | Еквадор није учествовао | Еквадор није учествовао |
| 1932. Лос Анђелес                        | Еквадор није учествовао | Еквадор није учествовао | Еквадор није учествовао | Еквадор није учествовао | Еквадор није учествовао | Еквадор није учествовао | Еквадор није учествовао | Еквадор није учествовао | Еквадор није учествовао | Еквадор није учествовао |
| 1936. Берлин                             | Еквадор није учествовао | Еквадор није учествовао | Еквадор није учествовао | Еквадор није учествовао | Еквадор није учествовао | Еквадор није учествовао | Еквадор није учествовао | Еквадор није учествовао | Еквадор није учествовао | Еквадор није учествовао |
| 1948. Лондон                             | Еквадор није учествовао | Еквадор није учествовао | Еквадор није учествовао | Еквадор није учествовао | Еквадор није учествовао | Еквадор није учествовао | Еквадор није учествовао | Еквадор није учествовао | Еквадор није учествовао | Еквадор није учествовао |
| 1952. Хелсинки                           | Еквадор није учествовао | Еквадор није учествовао | Еквадор није учествовао | Еквадор није учествовао | Еквадор није учествовао | Еквадор није учествовао | Еквадор није учествовао | Еквадор није учествовао | Еквадор није учествовао | Еквадор није учествовао |
| 1956. Мелбурн и Стокхолм                 | Еквадор није учествовао | Еквадор није учествовао | Еквадор није учествовао | Еквадор није учествовао | Еквадор није учествовао | Еквадор није учествовао | Еквадор није учествовао | Еквадор није учествовао | Еквадор није учествовао | Еквадор није учествовао |
| 1960. Рим                                | Еквадор није учествовао | Еквадор није учествовао | Еквадор није учествовао | Еквадор није учествовао | Еквадор није учествовао | Еквадор није учествовао | Еквадор није учествовао | Еквадор није учествовао | Еквадор није учествовао | Еквадор није учествовао |
| 1964. Токио                              | Еквадор није учествовао | Еквадор није учествовао | Еквадор није учествовао | Еквадор није учествовао | Еквадор није учествовао | Еквадор није учествовао | Еквадор није учествовао | Еквадор није учествовао | Еквадор није учествовао | Еквадор није учествовао |
| 1968. Мексико Сити                       |                         |                         |                         |                         |                         | 0                       | 0                       | 0                       | 0                       |                         |
| 1972. Минхен                             |                         |                         |                         |                         |                         | 0                       | 0                       | 0                       | 0                       |                         |
| 1976. Монтреал                           |                         |                         |                         |                         |                         | 0                       | 0                       | 0                       | 0                       |                         |
| 1980. Москва                             |                         |                         |                         |                         |                         | 0                       | 0                       | 0                       | 0                       |                         |
| 1984. Лос Анђелес                        |                         |                         |                         |                         |                         | 0                       | 0                       | 0                       | 0                       |                         |
| 1988. Сеул                               |                         |                         |                         |                         |                         | 0                       | 0                       | 0                       | 0                       |                         |
| 1992. Барселона                          |                         |                         |                         |                         |                         | 0                       | 0                       | 0                       | 0                       |                         |
| 1996. Атланта                            |                         |                         |                         |                         |                         | 1                       | 0                       | 0                       | 1                       |                         |
| 2000. Сиднеј                             |                         |                         |                         |                         |                         | 0                       | 0                       | 0                       | 0                       |                         |
| 2004. Атина                              |                         |                         |                         |                         |                         | 0                       | 0                       | 0                       | 0                       |                         |
| 2008. Пекинг                             |                         |                         |                         |                         |                         | 0                       | 1                       | 0                       | 1                       |                         |
| 2012. Лондон                             |                         |                         |                         |                         |                         | 0                       | 0                       | 0                       | 0                       |                         |
| 2016. Рио де Жанеиро                     |                         |                         |                         |                         |                         | 0                       | 0                       | 0                       | 0                       |                         |
| 2020. Токио                              |                         |                         |                         |                         |                         |                         |                         |                         |                         |                         |
| 2024. Париз                              |                         |                         |                         |                         |                         |                         |                         |                         |                         |                         |
| 2028. Лос Анђелес                        | предстојећи догађај     |                         |                         |                         |                         |                         |                         |                         |                         |                         |
| 2032. Бризбејн                           | предстојећи догађај     |                         |                         |                         |                         |                         |                         |                         |                         |                         |
| Укупно                                   |                         |                         |                         |                         |                         | 1                       | 1                       | 0                       | 2                       |                         |

### Освајачи медаља на ЛОИ
| Бр. | Медаља | Име            | Игре          | Спорт    | Дисциплина   | Ж | М |
| --- | ------ | -------------- | ------------- | -------- | ------------ | - | - |
| 1.  |        | Џеферсон Перез | Атланта 1996. | Атлетика | 20 км ходање | − | м |
| 1.  |        | Џеферсон Перез | Пекинг 2008.  | Атлетика | 20 км ходање | − | м |